# Boliviacris badius
Boliviacris badius är en insektsart som beskrevs av Ronderos och Cigliano 1990. Boliviacris badius ingår i släktet Boliviacris och familjen gräshoppor. Inga underarter finns listade i Catalogue of Life.